# Kåfjorden
 For alternative betydninger, se Kåfjorden (flertydig). (Se også artikler, som begynder med Kåfjorden)
Kåfjorden (nordsamisk: Gáivuotna, kvensk: Kaivuono) er en fjordarm af Lyngenfjorden i Kåfjord kommune i Troms og Finnmark fylke i Norge. Fjorden er 20 kilometer lang og har indløb mellem Ystebyneset i nord og Nordnesodden i syd. Den går i sydøstlig retning til Kåfjordbotn.
Bygden Olderdalen ligger på nordsiden i den ydre del af fjorden, og herfra går der færge til Lyngseidet på vestsiden af Lyngen. Her ligger også Kåfjord kirke. På sydsiden af Kåfjorden ligger Løkvoll i bygden Manndalen. Bygden Skardalen ligger lidt længere inde i fjorden på sydsiden.
Europavej E6 går langs fjorden på begge sider.